# Bessie (telefilme)
Bessie é um telefilme estadunidense dirigido por Dee Rees, com roteiro escrito por ele, Christopher Cleveland e Bettina Gilois. É protagonizado por Queen Latifah no papel da cantora de blues Bessie Smith, o elenco também conta com Michael Kenneth Williams, Jack Gee, e Mo'Nique. O filme estreou em 16 de maio de 2015. 
No ano seguinte, Bessie manteve-se como o filme original da HBO mais assistido de todos os tempos, e foi bem recebido pela crítica, ganhando quatro prêmios Emmy, vencendo na categoria melhor filme de televisão.

## Elenco
- Queen Latifah como Bessie Smith
- Michael K. Williams como Jack Gee
- Khandi Alexander como Viola Smith
- Mo'Nique como Ma Rainey
- Mike Epps como Richard
- Tory Kittles como Clarence Smith
- Tika Sumpter como Lucille[2]
- Oliver Platt como Carl Van Vechten
- Bryan Greenberg como John Hammond
- Charles S. Dutton como William 'Pa' Rainey
- Joe Knezevich como Frank Walker

## Representação LGBTQ+
No início do filme, Bessie e Ma Rainey usam ternos – para se passarem por homens – e assistem a um jogo de pôquer só para homens. Ambas brincam com seu desempenho de gênero e sexualidade em uma época em que qualquer coisa fora da norma heterossexual era considerada pecaminosa.
A sexualidade de Bessie é retratada como fluida e indefinida. Ao longo do filme, ela se envolve em relações sexuais com homens e mulheres. Ela nunca é explicitamente rotulada como lésbica ou bissexual, mas é claro que ela não adere às normas heterossexuais. Isto é revolucionário porque é raro ver a sexualidade não normativa inquestionada e até certo ponto aceite.
No entanto, mais tarde no filme, Bessie e seu marido, Jack Gee, mantêm relações sexuais com outras pessoas. No entanto, o marido de Bessie só fica chateado quando Bessie está traindo outro homem, Richard, o contrabandista. Ele sabe muito bem que Bessie tem relações sexuais com mulheres, mas não vê isso como uma ameaça legítima ao relacionamento delas. Pode-se presumir que isso se deve aos seus preconceitos preconcebidos sobre os relacionamentos queer e sua validade.

## Recepção
O filme recebeu críticas positivas, com muitos críticos elogiando as performances de Queen Latifah, Mo'Nique e Michael K. Williams, enquanto criticavam o uso da fórmula "filme biográfico de Hollywood". O Rotten Tomatoes deu uma pontuação de 87% com base em 15 avaliações. O Metacritic deu ao filme uma pontuação de 75 de 100 com base em 20 críticas.